# Iglesia de San Francisco (Ciudad de Guatemala)
El Templo de  San Francisco, se encuentra en el Centro Histórico de la Ciudad de Guatemala. En él se venera la imagen de la Virgen Inmaculada que sale año con año en procesión anual. El templo pertenece a la Arquidiócesis de Santiago de Guatemala, pero lo administran los franciscanos conventuales.

## Diseño
La estructura es de estilo neoclásico y su diseño original siguió el que tenía la Iglesia de San Francisco El Grande en la ciudad de Santiago de los Caballeros de Guatemala: planta de cruz latina de una sola nave y capillas de ingreso. La entrada principal consiste de una puerta de ingreso flanqueada por dos columnas de fuste toscano y capitel jónico.

## Historia

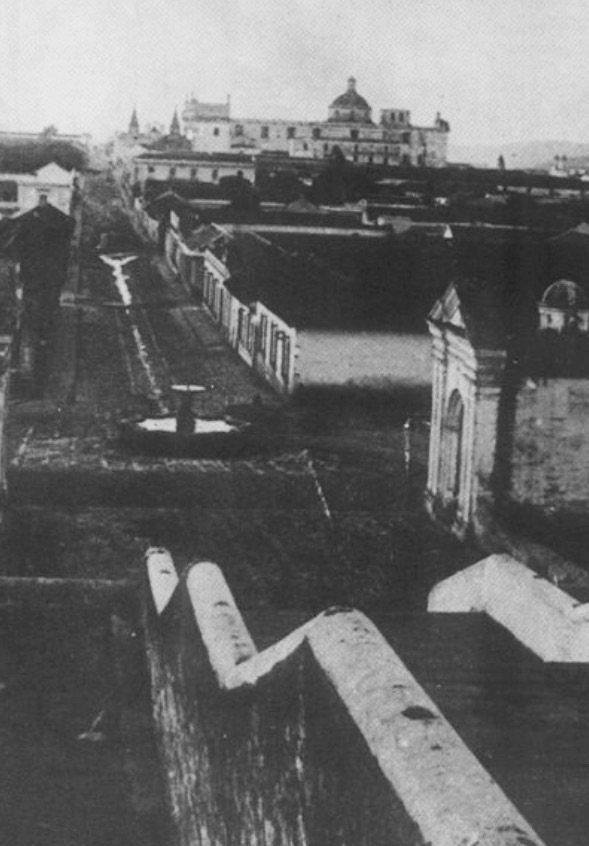
Iglesia de San Francisco aproximadamente en la década de 1880, vista desde las gradas de la Iglesia del Calvario.

La iglesia se construyó en forma provisional en 1778 en la Calle Real y Calle de las Beatas, en el mismo lugar donde estuvo provisionalmente la iglesia de Nuestra Señora de Los Remedios, después de la destrucción de la capital de la Capitanía General de Guatemala por el terremoto de 1773. A esta capilla se le llamó, «Capilla Provisional de San Francisco el Viejo».
En 1780 se hizo el diseño del nuevo templo, el cual se empezó a construir en 1800; el arquitecto español Santiago Marquí estuvo a cargo del proyecto inicialmente. Alrededor de 1820 la estructura estaba casi finalizada y se solicitó la autorización para construir las torres de los campanarios.  Sin embargo, los procesos de la Independencia de Centroamérica obligaron a suspender los trabajos; de hecho, cuando los liberales al mando de Francisco Morazán derrotaron a Mariano de Aycinena y los conservadores guatemaltecos en abril de 1829, el templo pasó a poder del clero secular, que estaba debilitado porque se eliminó también el diezmo obligatorio.  Previamente había sido saqueado por las tropas liberales invasoras.

#### Consagración del Templo.
Tras el retorno al poder de los conservadores en 1840, y bajo el liderazgo del capitán general Rafael Carrera, las órdenes regulares retornaron a Guatemala y empezaron a prosperar nuevamente. 
En 1851 el arzobispo Francisco de Paula García y Peláez en calidad de Asistente al Sacro Solio Pontificio, realizó el acto de  consagración del templo. El acto de  consagración del  templo inició desde muy temprano (una  de la mañana), siendo en horas  de la madrugada los primeros  ritos  para la  consagración del  templo. Posteriormente  fue  ungido el altar  y las paredes  del templo, acto de  gran trascendecia  que  sólo se  realiza con los  lugares  de culto más importantes de la  religión católica.   
Al  terminar  el  ritual, por la  tarde,  fue  conducida  en  andas  las  imágenes  de los  patriarcas y de  la  Virgen de los Reyes, la Inmaculada Concepción, detrás  iba la  procesión con el Santisímo Sacramento.   
El 3  de marzo el Cabildo  y Rafael Carrera  pasaron al templo  consagrado, para celebrar la victoria guatemalteca en La Batalla de la Arada.
Tras la muerte de Carrera en 1865, y luego de la Revolución Liberal de 1871, los franciscanos fueron expulsados de Guatemala junto con el resto del clero regular en 1874 por el gobierno masónico de Justo Rufino Barrios, y mientras que el templo fue entregado al clero secular, el resto de las instalaciones fueron confiscadas: el convento de los terciarios fue convertido en la oficina de Correos y la Aduana, y posteriormente albergó la Estación Sur del Ferrocarril y la Escuela número 2. 
Palacio de Correos durante los regímenes liberales

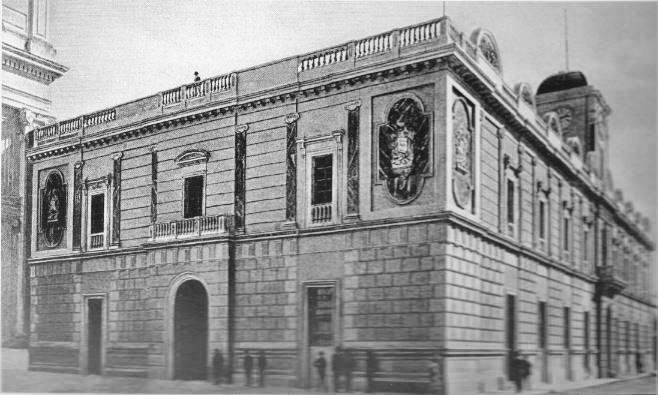
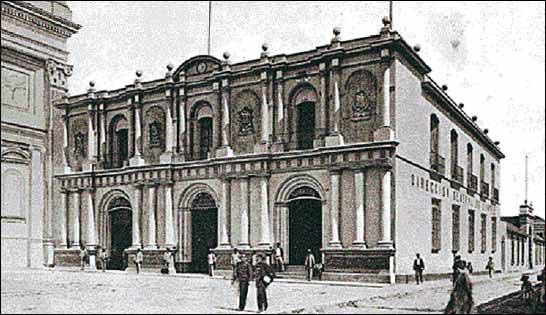
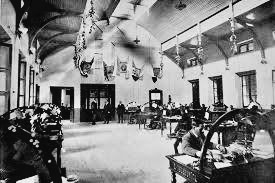
Interior del recinto

### Efectos de los terremotos de 1917-18
Destruido por los terremotos de 1917-18, el templo permaneció parcialmente en ruinas debido a la corrupción del gobierno del licenciado Manuel Estrada Cabrera y no fue reconstruido hasta en la década de 1920.  
En nueve conferencias pronunciadas en el templo de San Francisco durante el mes de mayo de 1919, por el obispo de Faselli, José Piñol y Batres -miembro del conservador Clan Aycinena- se habló de las doctrinas de Cristo, la justicia en las relaciones sociales, el amor, la piedad, la entereza en el cumplimiento del deber, la fe y la esperanza. Las conferencias, nueve en total, fueron una crítica directa en contra del largo gobierno liberal del licenciado Manuel Estrada Cabrera, y fueron promovidas por el líder conservador Manuel Cobos Batres y los miembros del Partido Unionista. Fueron el primer paso en lo que evnetualmente sería el momvimiento unionista que derrocó al gobierno cabrerista el 14 de abril de 1920, tras los sangrientos sucesos de la Semana Trágica.
Ruinas tras los terremotos de 1917-1918

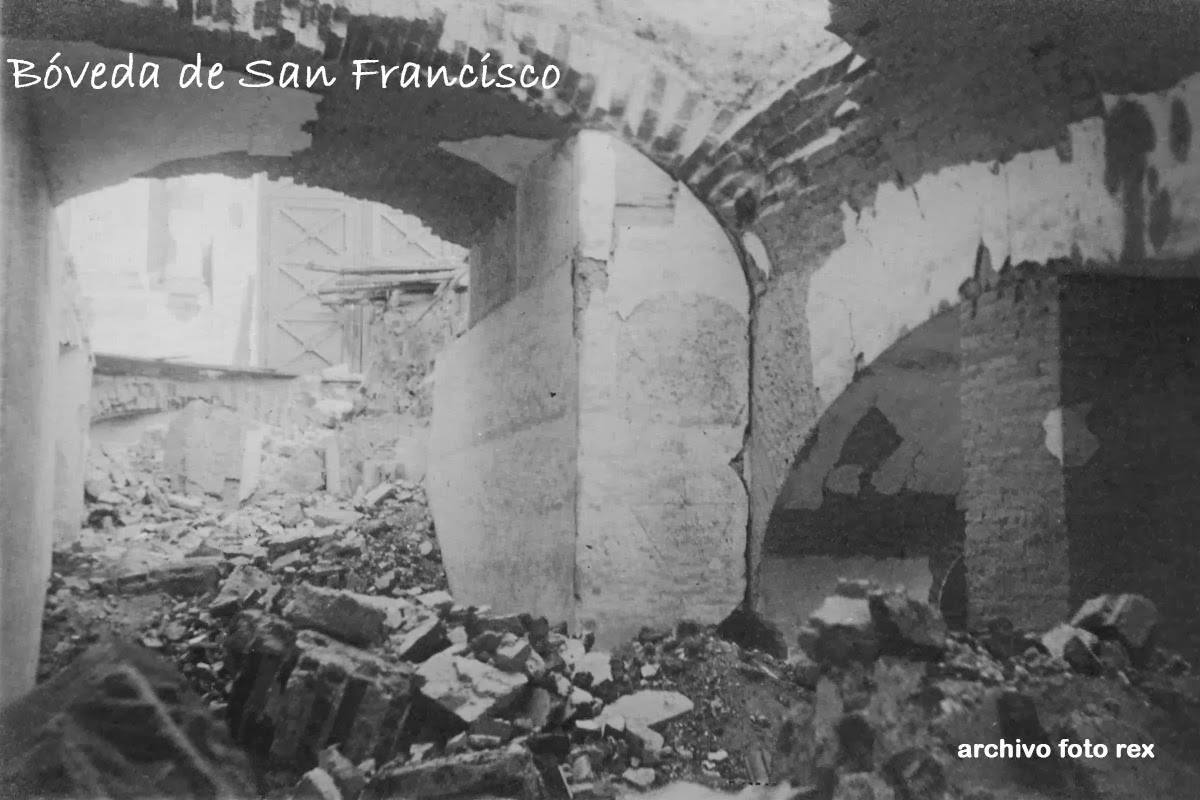
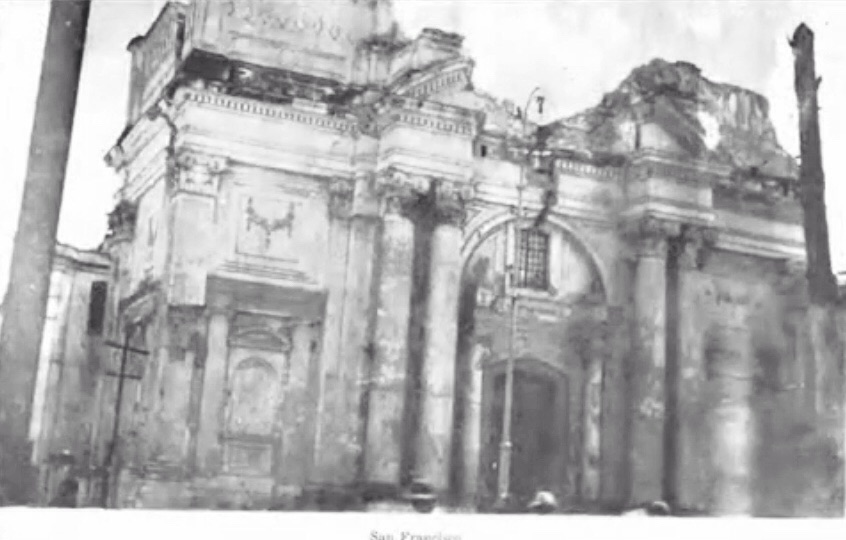
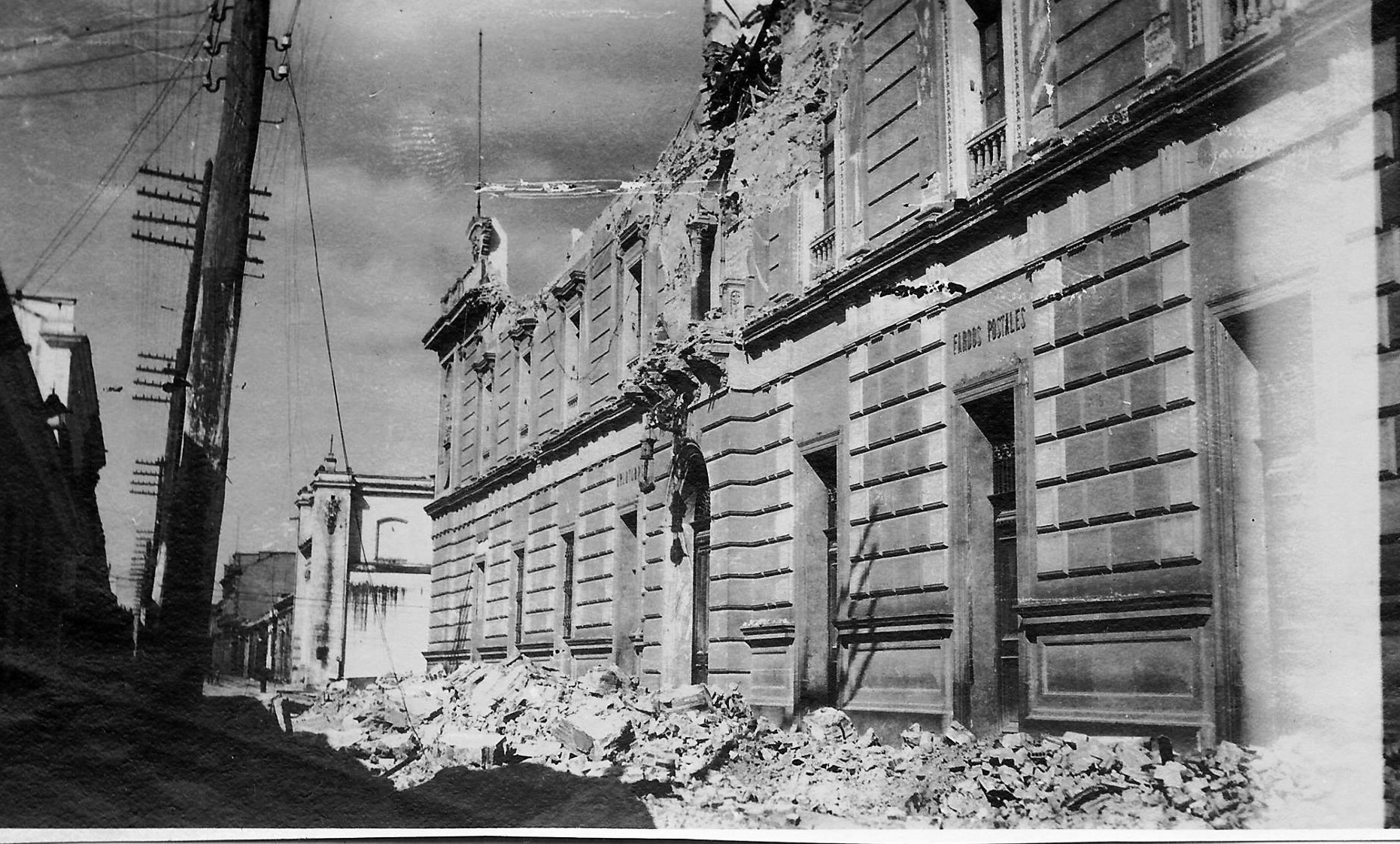

En 1922 se empezó a descombrar el templo, que estaba en ruinas desde 1918; entre 1925 y 1928 se construyó una cúpula provisional de madera en sustitución de la original de piedra pómez que se había desmoronado en 1918. Finalmente, en 1932 se reparó la fachada y se rehabilitó la sacristía.
El antiguo claustro fue demolido y el resto del edificio fue convertido en el Cuartel N.°1 de la Policía Nacional durante el gobierno del general Jorge Ubico; posteriormente, el gobierno de Ubico Castañeda construyó allí el Palacio de la Policía Nacional. Luego hubo algunas mejoras considerables: entre 1948 y 1952 se construyó una nueva cúpula, esta avez de concreto, la cual estuvo a cargo de los arquitectos Rafael Pérez de León y Enrique Riera y del maestro de obras Mariano Jiménez; en 1966 se colocó piso de granito y un zócalo de mármol en el altar mayor.

### Efectos del terremoto de 1976
Tras el terremoto del 4 de febrero de 1976 la estructura quedó severamente dañada nuevamente;  la reconstrucción se inició en 1979 y estuvo a cargo del ingeniero Oscar Martínez Diguero; al mismo tiempo, el gobierno del general Fernando Romeo Lucas García decidió demoler lo que quedaba de las ruinas del convento, pero la demolición afectó la estructura del templo, los que no fueron reparados desde entonces.

## En el cine
La iglesia de San Francisco, aparece en el film Sólo de noche vienes, película mexicana producida por Panamerican Films junto con el productor guatemalteco Manuel Zeceña Diéguez y dirigida por Sergio Véjar. Fue protagonizada por Elsa Aguirre y Julio Alemán junto a los actores Cosmo Alessio, Rodolfo Landa, Herbert Meneses y Regina Torné. La historia gira en torno a un idilio amoroso que ocurre en los días de la Semana Santa. Sólo de noche vienes es un importante registro cinematográfico de la Semana Santa de Guatemala de la década de 1960, aun cuando el equipo y los intérpretes se vieron compelidos a culminar el rodaje en El Salvador.  En la película, uno de los errores de edición muestra a la actriz Elsa Aguirre entrando en la iglesia de San Francisco y luego saliendo de la Catedral Metropolitana.